# Louisburg (Carolina del Nord)
Louisburg è una città degli Stati Uniti d'America situata nella Carolina del Nord, nella Contea di Franklin, della quale è anche il capoluogo.